# 2015–2016-os UEFA-bajnokok ligája
A 2015–2016-os UEFA-bajnokok ligája a legrangosabb európai nemzetközi labdarúgókupa, mely jelenlegi nevén 24., jogelődjeivel együttvéve 61. alkalommal került kiírásra. A döntőnek a milánói San Siro adott otthont. A kupát a Real Madrid csapata nyerte, története során 11. alkalommal.

## A lebonyolítás változásai
Az UEFA 2015 májusában fogadta el a következő módosításokat a 2015–2016-os szezontól kezdődően:
- Az Európa-liga címvédője részvételi jogot szerez. Legalább a rájátszásban lép be, de ha a BL címvédőjének helyét nem használják fel, akkor a csoportkörbe kerül.
- Az országonkénti korábbi négy hely ötre emelkedik, amennyibe a BL és az EL címvédője is a rangsor szerinti első három ország valamelyikéből való (de nem mindkettő ugyanabból) és a bajnoki helyezése alapján nem szerzett részvételi jogot. Ha mindkét címvédő ugyanabból az országból való, akkor a negyedik helyezett az Európa-ligában indulhat.[2]

## A besorolás rendszere
A 2015–2016-os UEFA-bajnokok ligájában az Európai Labdarúgó-szövetség (UEFA) 53 tagországának 78 csapata vett részt (Liechtenstein nem rendezett bajnokságot). Az országonként indítható csapatok számát, illetve a csapatok selejtezőköri besorolását az UEFA ország-együtthatója alapján végezték.
A 2015–2016-os UEFA-bajnokok ligájában országonként indítható csapatok száma
- az 1–3. helyen rangsorolt országok négy csapatot,
- a 4–6. helyen rangsorolt országok három csapatot,
- a 7–15. helyen rangsorolt országok két csapatot,
- a 16–54. helyen rangsorolt országok (kivéve Liechtenstein) egy csapatot indíthattak.
- A BL 2014–2015-ös és az EL 2014–2015-ös kiírásának győztesének a csoportkörben biztosítottak helyet.

### Rangsor
A 2015–2016-os UEFA-bajnokok ligája kiosztott helyeihez a 2014-es ország-együtthatót vették alapul, amely az országok csapatainak teljesítményét vette figyelembe a 2009–10-es szezontól a 2013–14-esig.
Az együtthatótól függetlenül, a következő megjegyzéssel indulási jogot szerzők:
- EL – 2014–2015-ös Európa-liga győztese

| Hely. | Szövetség     | Koeff. | Cs | Mj    |
| ----- | ------------- | ------ | -- | ----- |
| 1.    | Spanyolország | 97,713 | 4  | +1 EL |
| 2.    | Anglia        | 84,748 | 4  |       |
| 3.    | Németország   | 81,641 | 4  |       |
| 4.    | Olaszország   | 66,938 | 3  |       |
| 5.    | Portugália    | 62,299 | 3  |       |
| 6.    | Franciaország | 56,500 | 3  |       |
| 7.    | Oroszország   | 46,998 | 2  |       |
| 8.    | Hollandia     | 44,312 | 2  |       |
| 9.    | Ukrajna       | 40,966 | 2  |       |
| 10.   | Belgium       | 36,300 | 2  |       |
| 11.   | Törökország   | 34,200 | 2  |       |
| 12.   | Görögország   | 33,600 | 2  |       |
| 13.   | Svájc         | 33,225 | 2  |       |
| 14.   | Ausztria      | 30,925 | 2  |       |
| 15.   | Csehország    | 29,350 | 2  |       |
| 16.   | Románia       | 27,257 | 1  |       |
| 17.   | Izrael        | 26,875 | 1  |       |
| 18.   | Ciprus        | 23,250 | 1  |       |

| Hely. | Szövetség           | Koeff. | Cs | Mj |
| ----- | ------------------- | ------ | -- | -- |
| 19.   | Dánia               | 21,300 | 1  |    |
| 20.   | Horvátország        | 19,625 | 1  |    |
| 21.   | Lengyelország       | 18,875 | 1  |    |
| 22.   | Fehéroroszország    | 18,625 | 1  |    |
| 23.   | Skócia              | 16,566 | 1  |    |
| 24.   | Svédország          | 16,325 | 1  |    |
| 25.   | Bulgária            | 15,625 | 1  |    |
| 26.   | Norvégia            | 14,275 | 1  |    |
| 27.   | Szerbia             | 14,125 | 1  |    |
| 28.   | Magyarország        | 11,625 | 1  |    |
| 29.   | Szlovénia           | 11,000 | 1  |    |
| 30.   | Szlovákia           | 11,000 | 1  |    |
| 31.   | Moldova             | 10,375 | 1  |    |
| 32.   | Azerbajdzsán        | 10,375 | 1  |    |
| 33.   | Grúzia              | 9,875  | 1  |    |
| 34.   | Kazahsztán          | 8,250  | 1  |    |
| 35.   | Bosznia-Hercegovina | 7,500  | 1  |    |
| 36.   | Finnország          | 7,175  | 1  |    |

| Hely. | Szövetség      | Koeff. | Cs | Mj |
| ----- | -------------- | ------ | -- | -- |
| 37.   | Izland         | 6,750  | 1  |    |
| 38.   | Lettország     | 6,250  | 1  |    |
| 39.   | Montenegró     | 6,000  | 1  |    |
| 40.   | Albánia        | 5,500  | 1  |    |
| 41.   | Litvánia       | 5,250  | 1  |    |
| 42.   | Macedónia      | 5,250  | 1  |    |
| 43.   | Írország       | 5,125  | 1  |    |
| 44.   | Luxemburg      | 4,875  | 1  |    |
| 45.   | Málta          | 4,833  | 1  |    |
| 46.   | Liechtenstein  | 4,500  | 0  |    |
| 47.   | Észak-Írország | 3,625  | 1  |    |
| 48.   | Wales          | 3,000  | 1  |    |
| 49.   | Örményország   | 2,875  | 1  |    |
| 50.   | Észtország     | 2,875  | 1  |    |
| 51.   | Feröer         | 2,125  | 1  |    |
| 52.   | San Marino     | 0,999  | 1  |    |
| 53.   | Andorra        | 0,833  | 1  |    |
| 54.   | Gibraltár      | 0,000  | 1  |    |

### Lebonyolítás
A torna lebonyolítása az alábbi volt.
|                                      |                                      | A szakaszban bekapcsolódó csapatok | Az előző forduló továbbjutói                                                      |
| ------------------------------------ | ------------------------------------ | --- | --------------------------------------------------------------------------------- |
| 1. selejtezőkör (8 csapat)           | 1. selejtezőkör (8 csapat)           | - 8 bajnok a 47–54. helyen rangsorolt bajnokságokból |                                                                                   |
| 2. selejtezőkör (34 csapat)          | 2. selejtezőkör (34 csapat)          | - 30 bajnok a 16–46. helyen rangsorolt bajnokságokból (kivéve Liechtenstein) | - 4 győztes az 1. selejtezőkörből                                                 |
| 3. selejtezőkör                      | Bajnoki ág (20 csapat)               | - 3 bajnok a 13–15. helyen rangsorolt bajnokságokból | - 17 győztes a 2. selejtezőkörből                                                 |
| 3. selejtezőkör                      | Nem bajnoki ág (10 csapat)           | - 9 második a 7–15. helyen rangsorolt bajnokságokból - 1 harmadik a 6. helyen rangsorolt labdarúgó-bajnokságból                                                                                        |                                                                                   |
| Rájátszás                            | Bajnoki ág (10 csapat)               | | - 10 győztes a 3. selejtezőkör bajnoki ágáról                                     |
| Rájátszás                            | Nem bajnoki ág (10 csapat)           | - 2 harmadik a 4–5. helyen rangsorolt bajnokságokból - 3 negyedik az 1–3. helyen rangsorolt bajnokságokból                                                                                             | - 5 győztes a 3. selejtezőkör nem bajnoki ágáról                                  |
| Csoportkör (32 csapat)               | Csoportkör (32 csapat)               | - A 2014–2015-ös Európa-liga győztese - 12 bajnok az 1–12. helyen rangsorolt bajnokságokból - 6 második az 1–6. helyen rangsorolt bajnokságokból - 3 harmadik az 1–3. helyen rangsorolt bajnokságokból | - 5 győztes a rájátszás bajnoki ágáról - 5 győztes a rájátszás nem bajnoki ágáról |
| Egyenes kieséses szakasz (16 csapat) | Egyenes kieséses szakasz (16 csapat) | | - 8 csoportgyőztes - 8 csoportmásodik                                             |

### Csapatok
A 2015–2016-os UEFA-bajnokok ligájában az alábbi 78 csapat vett részt. Zárójelben a csapat bajnokságban elért helyezése olvasható.
| Csoportkör              | Csoportkör                    | Csoportkör               | Csoportkör              |
| ----------------------- | ----------------------------- | ------------------------ | ----------------------- |
| FC BarcelonaCV (1.)     | Bayern München (1.)           | FC Porto (2.)            | KAA Gent (1.)           |
| Real Madrid (2.)        | VfL Wolfsburg (2.)            | Paris Saint-Germain (1.) | Galatasaray (1.)        |
| Atlético de Madrid (3.) | Borussia Mönchengladbach (3.) | Olympique Lyonnais (2.)  | Olimbiakósz (1.)        |
| Chelsea (1.)            | Juventus (1.)                 | Zenyit (1.)              | Sevilla FC (EL-győztes) |
| Manchester City (2.)    | AS Roma (2.)                  | PSV Eindhoven (1.)       |                         |
| Arsenal (3.)            | Benfica (1.)                  | Dinamo Kijiv (1.)        |                         |
| Rájátszás               |                               |                          |                         |
| Bajnoki ág              | Nem bajnoki ág                | Nem bajnoki ág           | Nem bajnoki ág          |
|                         | Valencia CF (4.)              | Bayer Leverkusen (4.)    | Sporting CP (3.)        |
| Manchester United (4.)  | Lazio (3.)                    |                          |                         |
| 3. selejtezőkör         |                               |                          |                         |
| Bajnoki ág              | Nem bajnoki ág                | Nem bajnoki ág           | Nem bajnoki ág          |
| FC Basel (1.)           | AS Monaco (3.)                | Club Brugge (2.)         | Rapid Wien (2.)         |
| Red Bull Salzburg (1.)  | CSZKA Moszkva (2.)            | Fenerbahçe (2.)          | Sparta Praha (2.)       |
| Viktoria Plzeň (1.)     | AFC Ajax (2.)                 | Panathinaikósz (2.)      |                         |
|                         | Sahtar Doneck (2.)            | Young Boys (2.)          |                         |
| 2. selejtezőkör         |                               |                          |                         |
| Steaua București (1.)   | Malmö FF (1.)                 | Qarabağ (1.)             | Skënderbeu Korçë (1.)   |
| Makkabi Tel-Aviv (1.)   | Ludogorec Razgrad (1.)        | Dila Gori (1.)           | Žalgiris Vilnius (1.)   |
| APÓEL (1.)              | Molde FK (1.)                 | Asztana FK (1.)          | Vardar (1.)             |
| Midtjylland (1.)        | Partizan (1.)                 | FK Sarajevo (1.)         | Dundalk FC (1.)         |
| Dinamo Zagreb (1.)      | Videoton (1.)                 | HJK (1.)                 | Fola Esch (1.)          |
| Lech Poznań (1.)        | NK Maribor (1.)               | Stjarnan (1.)            | Hibernians (1.)         |
| BATE Bariszav (1.)      | Trenčín (1.)                  | FK Ventspils (1.)        |                         |
| Celtic (1.)             | Milsami Orhei (1.)            | Rudar Pljevlja (1.)      |                         |
| 1. selejtezőkör         |                               |                          |                         |
| Crusaders (1.)          | Pjunik (1.)                   | B36 Tórshavn (1.)        | FC Santa Coloma (1.)    |
| The New Saints (1.)     | FC Levadia (1.)               | Folgore (1.)             | Lincoln Red Imps (1.)   |

## Fordulók és időpontok
| Szakasz                  | Forduló         | Sorsolás dátuma              | 1. mérkőzés                       | 2. mérkőzés                       |
| ------------------------ | --------------- | ---------------------------- | --------------------------------- | --------------------------------- |
| Selejtezők               | 1. selejtezőkör | 2015. június 22.             | 2015. június 30–július 1.         | 2015. július 7–8.                 |
| Selejtezők               | 2. selejtezőkör | 2015. június 22.             | 2015. július 14–15.               | 2015. július 21–22.               |
| Selejtezők               | 3. selejtezőkör | 2015. július 17.             | 2015. július 28–29.               | 2015. augusztus 4–5.              |
| Selejtezők               | Rájátszás       | 2015. augusztus 7.           | 2015. augusztus 18–19.            | 2015. augusztus 25–26.            |
| Csoportkör               | 1. mérkőzésnap  | 2015. augusztus 28. (Monaco) | 2015. szeptember 15–16.           | 2015. szeptember 15–16.           |
| Csoportkör               | 2. mérkőzésnap  | 2015. augusztus 28. (Monaco) | 2015. szeptember 29–30.           | 2015. szeptember 29–30.           |
| Csoportkör               | 3. mérkőzésnap  | 2015. augusztus 28. (Monaco) | 2015. október 20–21.              | 2015. október 20–21.              |
| Csoportkör               | 4. mérkőzésnap  | 2015. augusztus 28. (Monaco) | 2015. november 3–4.               | 2015. november 3–4.               |
| Csoportkör               | 5. mérkőzésnap  | 2015. augusztus 28. (Monaco) | 2015. november 24–25.             | 2015. november 24–25.             |
| Csoportkör               | 6. mérkőzésnap  | 2015. augusztus 28. (Monaco) | 2015. december 8–9.               | 2015. december 8–9.               |
| Egyenes kieséses szakasz | Nyolcaddöntők   | 2015. december 14.           | 2016. február 16–17., 23–24.      | 2016. március 8–9., 15–16.        |
| Egyenes kieséses szakasz | Negyeddöntők    | 2016. március 18.            | 2016. április 5–6.                | 2016. április 12–13.              |
| Egyenes kieséses szakasz | Elődöntők       | 2016. április 15.            | 2016. április 26–27.              | 2016. május 3–4.                  |
| Egyenes kieséses szakasz | Döntő           | 2016. április 15.            | 2016. május 28., San Siro, Milánó | 2016. május 28., San Siro, Milánó |

## Selejtezők
A selejtezőben a csapatokat kiemeltekre és nem kiemeltekre osztották a 2015-ös UEFA klub-együtthatója alapján. Azonos országból érkező csapatok nem játszhattak egymással. A kialakult párosításokban a csapatok oda-visszavágós mérkőzést játszottak egymással.

### 1. selejtezőkör
Az 1. selejtezőkörben 8 csapat vett részt. A párosítások győztesei a 2. selejtezőkörbe jutottak.
| Kiemelt csapatok: - The New Saints (5,575) - FC Levadia (4,200) - Pjunik (3,550) - FC Santa Coloma (2,666) | Nem kiemelt csapatok: - Crusaders (2,475) - B36 Tórshavn (1,450) - Lincoln Red Imps (0,550) - Folgore (0,349) |

Párosítások
Az 1. selejtezőkör sorsolását 2015. június 22-én tartották. Az első mérkőzéseket június 30-án és július 1-én, a második mérkőzéseket július 7-én és 8-án játszották.
| 1. csapat        | Össz.Tooltip Aggregate score | 2. csapat       | 1. mérk. | 2. mérk. |
| ---------------- | ---------------------------- | --------------- | -------- | -------- |
| Lincoln Red Imps | 2–1                          | FC Santa Coloma | 0–0      | 2–1      |
| Crusaders        | 1–1 (i.g.)                   | FC Levadia      | 0–0      | 1–1      |
| Pjunik           | 4–2                          | Folgore         | 2–1      | 2–1      |
| B36 Tórshavn     | 2–6                          | The New Saints  | 1–2      | 1–4      |

### 2. selejtezőkör
A 2. selejtezőkörben 34 csapat vett részt. A párosítások győztesei a 3. selejtezőkörbe jutottak.
- T: Az 1. selejtezőkörből továbbjutott csapat, a sorsoláskor nem volt ismert.
- A dőlt betűvel írt csapatok az 1. selejtezőkörben egy magasabb együtthatóval rendelkező csapat ellen győztek, és az ellenfél együtthatóját vették figyelembe.

| Kiemelt csapatok: - Steaua București (40,259) - Celtic (39,080) - APÓEL (35,460) - BATE Bariszav (35,150) - Ludogorec Razgrad (25,350) - Dinamo Zagreb (24,700) - NK Maribor (22,225) - Makkabi Tel-Aviv (18,200) - Lech Poznań (17,300) - Partizan (14,775) - Malmö FF (12,545) - Qarabağ (11,500) - HJK (11,140) - Molde FK (10,375) - FC Midtjylland (7,960) - Videoton (7,950) - Skënderbeu Korçë (5,575) | Nem kiemelt csapatok: - The New Saints (5,575) (T) - FK Sarajevo (5,500) - Fola Esch (5,350) - Dila Gori (4,875) - FK Trenčín (4,250) - Crusaders (4,200) (T) - FK Ventspils (3,900) - Asztana FK (3,825) - Milsami Orhei (3,750) - Pjunik (3,550) (T) - Rudar Pljevlja (3,375) - Vardar (3,175) - Stjarnan (3,100) - Lincoln Red Imps (2,666) (T) - Žalgiris Vilnius (2,525) - Dundalk FC (2,150) - Hibernians (1,591) |

Párosítások
A 2. selejtezőkör sorsolását 2015. június 22-én tartották, az 1. selejtezőkör sorsolása után. Az első mérkőzéseket július 14-én és 15-én, a második mérkőzéseket július 21-én és 22-én játszották.
| 1. csapat         | Össz.Tooltip Aggregate score | 2. csapat        | 1. mérk. | 2. mérk.   |
| ----------------- | ---------------------------- | ---------------- | -------- | ---------- |
| Hibernians        | 3–6                          | Makkabi Tel-Aviv | 2–1      | 1–5        |
| APÓEL             | 1–1 (i.g.)                   | Vardar           | 0–0      | 1–1        |
| Qarabağ           | 1–0                          | Rudar Pljevlja   | 0–0      | 1–0        |
| FK Sarajevo       | 0–3                          | Lech Poznań      | 0–2      | 0–1        |
| NK Maribor        | 2–3                          | Asztana FK       | 1–0      | 1–3        |
| BATE Bariszav     | 2–1                          | Dundalk FC       | 2–1      | 0–0        |
| FK Ventspils      | 1–4                          | HJK              | 1–3      | 0–1        |
| FC Midtjylland    | 3–0                          | Lincoln Red Imps | 1–0      | 2–0        |
| Molde FK          | 5–1                          | Pjunik           | 5–0      | 0–1        |
| Malmö FF          | 1–0                          | Žalgiris         | 0–0      | 1–0        |
| Celtic            | 6–1                          | Stjarnan         | 2–0      | 4–1        |
| FK Trenčín        | 3–4                          | Steaua București | 0–2      | 3–2        |
| Partizan          | 3–0                          | Dila Gori        | 1–0      | 2–0        |
| Ludogorec Razgrad | 1–3                          | Milsami Orhei    | 0–1      | 1–2        |
| Dinamo Zagreb     | 3–1                          | Fola Esch        | 1–1      | 2–0        |
| Skënderbeu Korçë  | 6–4                          | Crusaders        | 4–1      | 2–3        |
| The New Saints    | 1–2                          | Videoton         | 0–1      | 1–1 (h.u.) |

1. 1 2  A sorsoláshoz képest a pályaválasztói jogot felcserélték.

### 3. selejtezőkör
A 3. selejtezőkör két ágból állt. A bajnoki ágon 20 csapat, a nem bajnoki ágon 10 csapat vett részt. A párosítások győztesei a rájátszásba jutottak. A bajnoki ág vesztes csapatai az Európa-liga rájátszásába, a nem bajnoki ág vesztes csapatai az Európa-liga rájátszásába kerültek.
- T: A 2. selejtezőkörből továbbjutott csapat, a sorsoláskor nem volt ismert.
- A dőlt betűvel írt csapatok a 2. selejtezőkörben egy magasabb együtthatóval rendelkező csapat ellen győztek, és az ellenfél együtthatóját vették figyelembe.

Bajnoki ág
| Kiemelt csapatok: - FC Basel (84,875) - Red Bull Salzburg (43,135) - Viktoria Plzeň (41,825) - Steaua București (40,259) (T) - Celtic (39,080) (T) - APÓEL (35,460) (T) - BATE Bariszav (35,150) (T) - Milsami Orhei (25,350) (T) - Asztana FK (22,225) (T) - Dinamo Zagreb (24,700) (T) | Nem kiemelt csapatok: - Makkabi Tel-Aviv (18,200) (T) - Lech Poznań (17,300) (T) - Partizan (14,775) (T) - Malmö FF (12,545) (T) - Qarabağ (11,500) (T) - HJK (11,140) (T) - Molde FK (10,375) (T) - FC Midtjylland (7,960) (T) - Videoton (7,950) (T) - Skënderbeu Korçë (5,575) (T) |

Nem bajnoki ág
| Kiemelt csapatok: - Sahtar Doneck (86,033) - Ajax (66,195) - CSZKA Moszkva (55,599) - Club Brugge (41,440) - AS Monaco (31,483) | Nem kiemelt csapatok: - Young Boys (31,375) - Sparta Praha (30,825) - Fenerbahçe (30,020) - Panathinaikósz (19,880) - Rapid Wien (15,635) |

Párosítások
A 3. selejtezőkör sorsolását július 17-én tartották. Az első mérkőzéseket július 28-án és 29-én, a második mérkőzéseket augusztus 4-én és 5-én játszották.
| 1. csapat         | Össz.Tooltip Aggregate score | 2. csapat        | 1. mérk. | 2. mérk. |
| ----------------- | ---------------------------- | ---------------- | -------- | -------- |
| Bajnoki ág        |                              |                  |          |          |
| Lech Poznań       | 1–4                          | FC Basel         | 1–3      | 0–1      |
| Milsami Orhei     | 0–4                          | Skënderbeu Korçë | 0–2      | 0–2      |
| HJK               | 3–4                          | Asztana FK       | 0–0      | 3–4      |
| Celtic            | 1–0                          | Qarabağ          | 1–0      | 0–0      |
| Steaua București  | 3–5                          | Partizan         | 1–1      | 2–4      |
| FC Midtjylland    | 2–2 (i.g.)                   | APÓEL            | 1–2      | 1–0      |
| Makkabi Tel-Aviv  | 3–2                          | Viktoria Plzeň   | 1–2      | 2–0      |
| Dinamo Zagreb     | 4–4 (i.g.)                   | Molde FK         | 1–1      | 3–3      |
| Videoton          | 1–2                          | BATE Bariszav    | 1–1      | 0–1      |
| Red Bull Salzburg | 2–3                          | Malmö FF         | 2–0      | 0–3      |
| Nem bajnoki ág    |                              |                  |          |          |
| Panathinaikósz    | 2–4                          | Club Brugge      | 2–1      | 0–3      |
| Young Boys        | 1–7                          | AS Monaco        | 1–3      | 0–4      |
| CSZKA Moszkva     | 4–3                          | Sparta Praha     | 2–2      | 3–2      |
| Rapid Wien        | 5–4                          | Ajax             | 2–2      | 3–2      |
| Fenerbahçe SK     | 0–3                          | Sahtar Doneck    | 0–0      | 0–3      |

## Rájátszás
A rájátszás két ágból állt. A bajnoki ágon és a nem bajnoki ágon is egyaránt 10 csapat vett részt. A párosítások győztesei a csoportkörbe jutottak. A vesztes csapatok az Európa-liga csoportkörébe kerültek.
Bajnoki ág
| Kiemelt csapatok: - FC Basel (84,875) - Celtic (39,080) - APÓEL (35,460) - BATE Bariszav (35,150) - Dinamo Zagreb (24,700) | Nem kiemelt csapatok: - Makkabi Tel-Aviv (18,200) - Partizan (14,775) - Malmö FF (12,545) - Skënderbeu Korçë (5,575) - Asztana FK (3,825) |

Nem bajnoki ág
| Kiemelt csapatok: - Manchester United (103,078) - Valencia CF (99,999) - Bayer Leverkusen (87,883) - Sahtar Doneck (86,033) - Sporting CP (56,276) | Nem kiemelt csapatok: - CSZKA Moszkva (55,599) - Lazio (49,102) - Club Brugge (41,440) - AS Monaco (31,483) - Rapid Wien (15,635) |

Párosítások
A rájátszás sorsolását augusztus 7-én tartották. Az első mérkőzéseket augusztus 18-án és 19-én, a második mérkőzéseket augusztus 25-én és 26-án játszották.
| 1. csapat         | Össz.Tooltip Aggregate score | 2. csapat        | 1. mérk. | 2. mérk. |
| ----------------- | ---------------------------- | ---------------- | -------- | -------- |
| Bajnoki ág        |                              |                  |          |          |
| Asztana FK        | 2–1                          | APÓEL            | 1–0      | 1–1      |
| Skënderbeu Korçë  | 2–6                          | Dinamo Zagreb    | 1–2      | 1–4      |
| Celtic            | 3–4                          | Malmö FF         | 3–2      | 0–2      |
| FC Basel          | 3–3 (i.g.)                   | Makkabi Tel-Aviv | 2–2      | 1–1      |
| BATE Bariszav     | 2–2 (i.g.)                   | Partizan         | 1–0      | 1–2      |
| Nem bajnoki ág    |                              |                  |          |          |
| Lazio             | 1–3                          | Bayer Leverkusen | 1–0      | 0–3      |
| Manchester United | 7–1                          | Club Brugge      | 3–1      | 4–0      |
| Sporting CP       | 3–4                          | CSZKA Moszkva    | 2–1      | 1–3      |
| Rapid Wien        | 2–3                          | Sahtar Doneck    | 0–1      | 2–2      |
| Valencia CF       | 4–3                          | AS Monaco        | 3–1      | 1–2      |

## Csoportkör
A csoportkörben az alábbi 32 csapat vett részt:
- 22 csapat ebben a körben lépett be
- 10 győztes csapat a UEFA-bajnokok ligája rájátszásából (5 a bajnoki ágról, 5 a nem bajnoki ágról)

A sorsolás előtt a csapatokat 4 kalapba sorolták be, a következők szerint:
- Az 1. kalapba került a UEFA-bajnokok ligája címvédője és a 2014-es ország-együttható szerinti első hét ország bajnokcsapata.[4]
- A 2., 3. és 4. kalapba került a többi csapat, a 2015-ös klub-együtthatóik sorrendjében.[8]

A csoportkör sorsolását 2015. augusztus 27-én tartották Monacóban. Nyolc darab, egyaránt négycsapatos csoportot alakítottak ki. Azonos országból érkező csapatok, valamint az orosz és ukrán csapatok nem kerülhettek azonos csoportba.
A csoportokban a csapatok körmérkőzéses, oda-visszavágós rendszerben mérkőztek meg egymással. A játéknapok: szeptember 15–16., szeptember 29–30., október 20–21., november 3–4., november 24–25., december 8–9.
A csoportok első két helyezettje az egyenes kieséses szakaszba jutott, a harmadik helyezettek a 2015–2016-os Európa-liga egyenes kieséses szakaszában folytatták, míg az utolsó helyezettek kiestek.
| 1. kalap - FC BarcelonaCV (164,999) - Chelsea (142,078) - Bayern München (154,883) - Juventus (95,102) - Benfica (118,276) - Paris Saint-Germain (100,483) - Zenyit Szankt-Petyerburg (90,099) - PSV Eindhoven (58,195) 2. kalap - Real Madrid (171,999) - Atlético de Madrid (120,999) - FC Porto (111,276) - Arsenal (110,078) - Manchester United (103,078) - Valencia CF (99,999) - Bayer Leverkusen (87,883) - Manchester City (87,078) | 3. kalap - Sahtar Doneck (86,033) - Sevilla FC (80,499) - Olympique Lyonnais (72,983) - Dinamo Kijiv (65,033) - Olimbiakósz (62,380) - CSZKA Moszkva (55,599) - Galatasaray (50,020) - AS Roma (43,602) 4. kalap - BATE Bariszav (35,150) - Borussia Mönchengladbach (33,883) - VfL Wolfsburg (31,883) - Dinamo Zagreb (24,700) - Makkabi Tel-Aviv (18,200) - KAA Gent (13,440) - Malmö FF (12,545) - Asztana FK (3,825) |

### A csoport
| Hely. | Csapat              | M | Gy | D | V | G+ | G– | Gk  | P  | Továbbjutás                                |  | RM  | PSG | SHK | MAL |
| ----- | ------------------- | - | -- | - | - | -- | -- | --- | -- | ------------------------------------------ |  | --- | --- | --- | --- |
| 1.    | Real Madrid         | 6 | 5  | 1 | 0 | 19 | 3  | +16 | 16 | Továbbjutott az egyenes kieséses szakaszba |  | —   | 1–0 | 4–0 | 8–0 |
| 2.    | Paris Saint-Germain | 6 | 4  | 1 | 1 | 12 | 1  | +11 | 13 | Továbbjutott az egyenes kieséses szakaszba |  | 0–0 | —   | 2–0 | 2–0 |
| 3.    | Sahtar Doneck       | 6 | 1  | 0 | 5 | 7  | 14 | −7  | 3  | Átkerült az Európa-ligába                  |  | 3–4 | 0–3 | —   | 4–0 |
| 4.    | Malmö FF            | 6 | 1  | 0 | 5 | 1  | 21 | −20 | 3  |                                            |  | 0–2 | 0–5 | 1–0 | —   |

1. 1 2  Egymás elleni eredmény: Malmö FF 1–0 Sahtar Doneck, Sahtar Doneck 4–0 Malmö FF.

### B csoport
| Hely. | Csapat            | M | Gy | D | V | G+ | G– | Gk | P  | Továbbjutás                                |  | WOL | PSV | MU  | CSKA |
| ----- | ----------------- | - | -- | - | - | -- | -- | -- | -- | ------------------------------------------ |  | --- | --- | --- | ---- |
| 1.    | VfL Wolfsburg     | 6 | 4  | 0 | 2 | 9  | 6  | +3 | 12 | Továbbjutott az egyenes kieséses szakaszba |  | —   | 2–0 | 3–2 | 1–0  |
| 2.    | PSV Eindhoven     | 6 | 3  | 1 | 2 | 8  | 7  | +1 | 10 | Továbbjutott az egyenes kieséses szakaszba |  | 2–0 | —   | 2–1 | 2–1  |
| 3.    | Manchester United | 6 | 2  | 2 | 2 | 7  | 7  | 0  | 8  | Átkerült az Európa-ligába                  |  | 2–1 | 0–0 | —   | 1–0  |
| 4.    | CSZKA Moszkva     | 6 | 1  | 1 | 4 | 5  | 9  | −4 | 4  |                                            |  | 0–2 | 3–2 | 1–1 | —    |

### C csoport
| Hely. | Csapat             | M | Gy | D | V | G+ | G– | Gk | P  | Továbbjutás                                |  | ATL | BEN | GAL | AST |
| ----- | ------------------ | - | -- | - | - | -- | -- | -- | -- | ------------------------------------------ |  | --- | --- | --- | --- |
| 1.    | Atlético de Madrid | 6 | 4  | 1 | 1 | 11 | 3  | +8 | 13 | Továbbjutott az egyenes kieséses szakaszba |  | —   | 1–2 | 2–0 | 4–0 |
| 2.    | Benfica            | 6 | 3  | 1 | 2 | 10 | 8  | +2 | 10 | Továbbjutott az egyenes kieséses szakaszba |  | 1–2 | —   | 2–1 | 2–0 |
| 3.    | Galatasaray        | 6 | 1  | 2 | 3 | 6  | 10 | −4 | 5  | Átkerült az Európa-ligába                  |  | 0–2 | 2–1 | —   | 1–1 |
| 4.    | Asztana FK         | 6 | 0  | 4 | 2 | 5  | 11 | −6 | 4  |                                            |  | 0–0 | 2–2 | 2–2 | —   |

### D csoport
| Hely. | Csapat                   | M | Gy | D | V | G+ | G– | Gk | P  | Továbbjutás                                |  | MC  | JUV | SEV | MGB |
| ----- | ------------------------ | - | -- | - | - | -- | -- | -- | -- | ------------------------------------------ |  | --- | --- | --- | --- |
| 1.    | Manchester City          | 6 | 4  | 0 | 2 | 12 | 8  | +4 | 12 | Továbbjutott az egyenes kieséses szakaszba |  | —   | 1–2 | 2–1 | 4–2 |
| 2.    | Juventus                 | 6 | 3  | 2 | 1 | 6  | 3  | +3 | 11 | Továbbjutott az egyenes kieséses szakaszba |  | 1–0 | —   | 2–0 | 0–0 |
| 3.    | Sevilla FC               | 6 | 2  | 0 | 4 | 8  | 11 | −3 | 6  | Átkerült az Európa-ligába                  |  | 1–3 | 1–0 | —   | 3–0 |
| 4.    | Borussia Mönchengladbach | 6 | 1  | 2 | 3 | 8  | 12 | −4 | 5  |                                            |  | 1–2 | 1–1 | 4–2 | —   |

### E csoport
| Hely. | Csapat           | M | Gy | D | V | G+ | G– | Gk  | P  | Továbbjutás                                |  | BAR | ROM | LEV | BATE |
| ----- | ---------------- | - | -- | - | - | -- | -- | --- | -- | ------------------------------------------ |  | --- | --- | --- | ---- |
| 1.    | FC Barcelona     | 6 | 4  | 2 | 0 | 15 | 4  | +11 | 14 | Továbbjutott az egyenes kieséses szakaszba |  | —   | 6–1 | 2–1 | 3–0  |
| 2.    | AS Roma          | 6 | 1  | 3 | 2 | 11 | 16 | −5  | 6  | Továbbjutott az egyenes kieséses szakaszba |  | 1–1 | —   | 3–2 | 0–0  |
| 3.    | Bayer Leverkusen | 6 | 1  | 3 | 2 | 13 | 12 | +1  | 6  | Átkerült az Európa-ligába                  |  | 1–1 | 4–4 | —   | 4–1  |
| 4.    | BATE Bariszav    | 6 | 1  | 2 | 3 | 5  | 12 | −7  | 5  |                                            |  | 0–2 | 3–2 | 1–1 | —    |

1. 1 2  Egymás elleni eredmény: Bayer Leverkusen 4–4 AS Roma, AS Roma 3–2 Bayer Leverkusen.

### F csoport
| Hely. | Csapat         | M | Gy | D | V | G+ | G– | Gk  | P  | Továbbjutás                                |  | BAY | ARS | OLI | DZG |
| ----- | -------------- | - | -- | - | - | -- | -- | --- | -- | ------------------------------------------ |  | --- | --- | --- | --- |
| 1.    | Bayern München | 6 | 5  | 0 | 1 | 19 | 3  | +16 | 15 | Továbbjutott az egyenes kieséses szakaszba |  | —   | 5–1 | 4–0 | 5–0 |
| 2.    | Arsenal        | 6 | 3  | 0 | 3 | 12 | 10 | +2  | 9  | Továbbjutott az egyenes kieséses szakaszba |  | 2–0 | —   | 2–3 | 3–0 |
| 3.    | Olimbiakósz    | 6 | 3  | 0 | 3 | 6  | 13 | −7  | 9  | Átkerült az Európa-ligába                  |  | 0–3 | 0–3 | —   | 2–1 |
| 4.    | Dinamo Zagreb  | 6 | 1  | 0 | 5 | 3  | 14 | −11 | 3  |                                            |  | 0–2 | 2–1 | 0–1 | —   |

1. 1 2  Egymás elleni eredmény: Arsenal 2–3 Olimbiakósz, Olimbiakósz 0–3 Arsenal.

### G csoport
| Hely. | Csapat           | M | Gy | D | V | G+ | G– | Gk  | P  | Továbbjutás                                |  | CHL | DKV | POR | MTA |
| ----- | ---------------- | - | -- | - | - | -- | -- | --- | -- | ------------------------------------------ |  | --- | --- | --- | --- |
| 1.    | Chelsea          | 6 | 4  | 1 | 1 | 13 | 3  | +10 | 13 | Továbbjutott az egyenes kieséses szakaszba |  | —   | 2–1 | 2–0 | 4–0 |
| 2.    | Dinamo Kijiv     | 6 | 3  | 2 | 1 | 8  | 4  | +4  | 11 | Továbbjutott az egyenes kieséses szakaszba |  | 0–0 | —   | 2–2 | 1–0 |
| 3.    | FC Porto         | 6 | 3  | 1 | 2 | 9  | 8  | +1  | 10 | Átkerült az Európa-ligába                  |  | 2–1 | 0–2 | —   | 2–0 |
| 4.    | Makkabi Tel-Aviv | 6 | 0  | 0 | 6 | 1  | 16 | −15 | 0  |                                            |  | 0–4 | 0–2 | 1–3 | —   |

### H csoport
| Hely. | Csapat             | M | Gy | D | V | G+ | G– | Gk | P  | Továbbjutás                                |  | ZEN | GNT | VAL | LYO |
| ----- | ------------------ | - | -- | - | - | -- | -- | -- | -- | ------------------------------------------ |  | --- | --- | --- | --- |
| 1.    | Zenyit             | 6 | 5  | 0 | 1 | 13 | 6  | +7 | 15 | Továbbjutott az egyenes kieséses szakaszba |  | —   | 2–1 | 2–0 | 3–1 |
| 2.    | KAA Gent           | 6 | 3  | 1 | 2 | 8  | 7  | +1 | 10 | Továbbjutott az egyenes kieséses szakaszba |  | 2–1 | —   | 1–0 | 1–1 |
| 3.    | Valencia CF        | 6 | 2  | 0 | 4 | 5  | 9  | −4 | 6  | Átkerült az Európa-ligába                  |  | 2–3 | 2–1 | —   | 0–2 |
| 4.    | Olympique Lyonnais | 6 | 1  | 1 | 4 | 5  | 9  | −4 | 4  |                                            |  | 0–2 | 1–2 | 0–1 | —   |

## Egyenes kieséses szakasz
Az egyenes kieséses szakaszban az a 16 csapat vett részt, amelyek a csoportkör során a saját csoportjuk első két helyének valamelyikén végeztek. A nyolcaddöntők sorsolásakor minden párosításnál egy csoportgyőztest (kiemeltek) egy másik csoport második helyezettjével (nem kiemeltek) párosítottak. A nyolcaddöntőben azonos nemzetű együttesek, illetve az azonos csoportból továbbjutó csapatok nem szerepelhettek egymás ellen. A negyeddöntőktől kezdődően nem volt kiemelés és más korlátozás sem.

### Nyolcaddöntők
A nyolcaddöntők sorsolását 2015. december 14-én tartották. Az első mérkőzéseket 2016. február 16. és 24. között, a második mérkőzéseket március 8. és 16. között játszották.
| 1. csapat           | Össz.Tooltip Aggregate score | 2. csapat          | 1. mérk. | 2. mérk.   |
| ------------------- | ---------------------------- | ------------------ | -------- | ---------- |
| KAA Gent            | 2–4                          | VfL Wolfsburg      | 2–3      | 0–1        |
| AS Roma             | 0–4                          | Real Madrid        | 0–2      | 0–2        |
| Paris Saint-Germain | 4–2                          | Chelsea            | 2–1      | 2–1        |
| Arsenal             | 1–5                          | FC Barcelona       | 0–2      | 1–3        |
| Juventus            | 4–6                          | Bayern München     | 2–2      | 2–4 (h.u.) |
| PSV Eindhoven       | 0–0 (t. 7–8)                 | Atlético de Madrid | 0–0      | 0–0 (h.u.) |
| Benfica             | 3–1                          | Zenyit             | 1–0      | 2–1        |
| Dinamo Kijiv        | 1–3                          | Manchester City    | 1–3      | 0–0        |

### Negyeddöntők
A negyeddöntők sorsolását 2016. március 18-án tartották. Az első mérkőzéseket 2016. április 5-én és 6-án, a második mérkőzéseket április 12-én és 13-án játszották.
| 1. csapat           | Össz.Tooltip Aggregate score | 2. csapat          | 1. mérk. | 2. mérk. |
| ------------------- | ---------------------------- | ------------------ | -------- | -------- |
| VfL Wolfsburg       | 2–3                          | Real Madrid        | 2–0      | 0–3      |
| Bayern München      | 3–2                          | Benfica            | 1–0      | 2–2      |
| FC Barcelona        | 2–3                          | Atlético de Madrid | 2–1      | 0–2      |
| Paris Saint-Germain | 2–3                          | Manchester City    | 2–2      | 0–1      |

### Elődöntők
Az elődöntők sorsolását 2016. április 15-én tartották. Az első mérkőzéseket 2016. április 26-án és 27-én, a második mérkőzéseket május 3-án és 4-én játszották.
| 1. csapat          | Össz.Tooltip Aggregate score | 2. csapat      | 1. mérk. | 2. mérk. |
| ------------------ | ---------------------------- | -------------- | -------- | -------- |
| Manchester City    | 0–1                          | Real Madrid    | 0–0      | 0–1      |
| Atlético de Madrid | 2–2 (i.g.)                   | Bayern München | 1–0      | 1–2      |

### Döntő
A döntőt Milánóban a San Siróban játszották. A döntő pályaválasztójának sorsolását 2016. április 15-én tartották, az elődöntők sorsolását követően.
| 2016. május 28. 20:45 (CEST) |

| Real Madrid                        | 1–1 (h. u.)                 | Atlético de Madrid           |
| ---------------------------------- | --------------------------- | ---------------------------- |
| Ramos 15'                          | (1–0, 1–1, 1–1) Jegyzőkönyv | Carrasco 79'                 |
| Büntetőpárbaj                      |                             |                              |
| Vázquez Marcelo Bale Ramos Ronaldo | 5–3                         | Griezmann Gabi Saúl Juanfran |

| San Siro, Milánó Nézőszám: 71 942 Játékvezető: Mark Clattenburg (angol) |

| A 2015–2016-os UEFA-bajnokok ligája győztese |
| -------------------------------------------- |
| Real Madrid 11. cím                          |